# Ua-dong
Ua-dong (koreanska: 우아동) är en stadsdel i staden Jeonju i provinsen Norra Jeolla, i den centrala delen av Sydkorea, 190 km söder om huvudstaden Seoul. Den ligger i stadsdistriktet Deokjin-gu.

## Indelning
Administrativt är Ua-dong indelat i:
| Namn    | Namn          | Yta km² | Invånare 31 dec 2020 |
| ------- | ------------- | ------- | -------------------- |
| 우아1동 | Ua 1(il)-dong | 2,10    | 9 851                |
| 우아2동 | Ua 2(i)-dong  | 22,24   | 14 743               |